# Spinotarsus kelidotus
Spinotarsus kelidotus är en mångfotingart som först beskrevs av Carl Graf Attems 1927.  Spinotarsus kelidotus ingår i släktet Spinotarsus och familjen Odontopygidae. Inga underarter finns listade i Catalogue of Life.